# Manduca lanuginosa
Manduca lanuginosa là một loài bướm đêm thuộc họ Sphingidae. Loài này có ở México, Belize, Honduras, Nicaragua, Costa Rica và Venezuela.
Sải cánh khoảng 86–104 mm.
Mỗi năm loài này có một thế hệ ở Costa Rica, trong đó cá thể trưởng thành mọc cánh từ tháng 5 tới tháng 6. Chúng ăn mật nhiều loài hoa khác nhau nở về đêm như Calliandra marginata.
Ấu trùng ăn các loài Cydista heterophylla, Arrabidaea chica, Arrabidaea molissima, Crescentia alata, Cydista diversifolia, Tabebuia ochracea, Macfadyena unguis-cati, Cornutia grandifolia và Rehdera trinervis.